# Сильвестр IV (антипапа)
Сильвестр IV (умер в 1111 году) — претендент на папский престол (антипапа) в 1105—1106 годах.

## Биография
В миру — Маджинульфино, до антипапства — священник. Страна происхождения — Италия.
Претендент на папский престол (антипапа) в 1105—1106, инструмент давления на Пасхалия II в руках императора, поддержанный частью итальянской знати. Когда император и законный понтифик достигли соглашения по вопросу об инвеституре, Сильвестра вынудили отречься и остаток жизни он провел, спокойно живя в Анконе.